# 주원천 (울산)
주원천은 울산광역시 울주군 두동면의 당산마을에서 발원하여 연화천으로 흘러드는 하천이다.